# Bór (Czernichów)
Bór – przysiółek wsi Czernichów w Polsce, położony w województwie małopolskim, w powiecie krakowskim, w gminie Czernichów.
W latach 1975–1998 przysiółek administracyjnie należał do województwa krakowskiego.